# Lasiocnemus londti
Lasiocnemus londti là một loài ruồi trong họ Asilidae. Lasiocnemus londti được Dikow miêu tả năm 2007. Loài này phân bố ở vùng nhiệt đới châu Phi.